# Abou Nour
Abou Nour ou Abu Nur  (de son nom complet Abu Nur ibn Abi Korra) descend de la famille des Qurras des Banou Ifren, il fut seigneur de Ronda en Andalousie de 1015 à 1053 puis en 1057/8 jusqu'à sa mort (vers 1058).

## Histoire
L'histoire d'Abu Nur nous est parvenue principalement grâce aux chroniques d'Ibn Khaldoun, Histoire des Berbères et des dynasties musulmanes de l'Afrique septentrionale et d'Ibn Idhari,  Livre de l'histoire extraordinaire des rois d'Al-Andalus et du Maghreb.
Abu Nur était membre de la tribu des Banou Ifren. Cette tribu berbère, appartenant à la branche des Zénètes, avait migré en al Andalus à la fin du Xe siècle. Elle fut accueillie par Almanzor qui avait besoin de troupes pour asseoir son pouvoir. En 1009, après la chute de la dynastie amiride puis la mort de Abd al-Rahman Sanchuelo , la tribu des  Banou Ifren soutint Sulayman al Mustain dans sa lutte pour son accession au trône de Cordoue contre Muhammad II. En 1010, lors de la bataille du rio Gardiara qui vit la défaite des troupes de Muhammad II face aux troupes berbères, le chef des Banou Ifren,  Abu Yaddas b. Dunas, fut tué et c'est probablement à cette occasion que Abu Nur, un de ses proches parents prit la tête de la tribu.
En récompense de leur soutien, Souleyman offrit à la tribu des Banou Ifren le territoire de Jaén. Profitant de la désorganisation consécutive à ces luttes de pouvoir, Abu Nur décida d'étendre son territoire et annexa vers 1015, le territoire de Tukurunna (autour de Ronda), chassant à cette occasion le gouverneur Ámir b. Fatuh, sujet des Omeyyades. Il fonda alors la taïfa de Ronda.
Selon Ibn al-Khatib, Abou Nur Hilal était un dirigeant  intrépide, audacieux, avide  et puissant grâce à  la bravoure de ses hommes, le caractère abrupt de la région et l'inexpugnabilité de sa forteresse qu'il prit soin de fortifier.
Il construisit ainsi plusieurs édifices importants et renforça les murailles de défenses de la ville. C'est à cette époque que la ville de Ronda prit sa configuration urbaine

« Le règne d'Abou Nour fut un temps d'expansion et de reconstruction. Les défenses de la ville furent très renforcées, et les portes d'Almocabar au sud et de Chirara à l'Est furent créées »

— John Gil, History of Ronda,
Il sut interagir avec prudence avec les souverains voisins. Quand Sulayman ben al-Hakam perdit son  pouvoir en 1016, il reconnut son successeur à Cordoue Ali ben Hammud al-Nasir comme nouveau calife. Il entretint cette alliance avec la dynastie des Hammudites qui lui fut une protection contre la pression que les abadites de la Taïfa de Séville commençaient à exercer sur les Taïfas voisines. Quand, en 1026, le calife Yahyâ_al-Mu`talî fut détrôné à Cordoue et prit le contrôle de la Taïfa de Malaga, Abu Nur lui conserva son soutien. En 1047, quand le roi de la Taïfa de Malaga, Idrīs II al-`Alī fut expulsé de Malaga, le roi de Ronda lui offrit l'asile jusqu'à ce qu'il put récupérer le trône en 1053. 
Malgré les visées expansionnistes du roi de Séville Al-Mu`tadid, Abu Nur tenta d'entretenir avec lui des relations cordiales. Il ne participa pas à la coalition montée contre le roi de Séville par les dirigeants berbères des taïfas voisines qui craignaient de se faire envahir . Il fut contraint, vers 1051/1052 de signer allégeance envers le roi de Séville. 
Al-Mutadid le trahit cependant en 1053. Le sévillan invita à Séville les rois des Taïfa de Ronda, de Moron et d'Arcos et les emprisonna tous. 
Le fils d'Abu Nur,   Badis ben Hilal profita de ces circonstances pour prendre le trône . Abu Nur ne retourne à Ronda que vers 1057/58 et apprenant que son fils avait commis de nombreuses exactions (viol, pillage, inceste), il ordonna son exécution.  Il occupa de nouveau le trône de Ronda jusqu'à sa mort la même année.
Son second fils Abu Nars Fatuh prit sa succession sur le trône de Ronda pour un règne de 8 ans avant que le taifa de Ronda ne fut définitivement annexée par Al-Mu`tadid.